# Eyralpenus intensa
Eyralpenus intensa är en fjärilsart som beskrevs av Rothschild 1910. Eyralpenus intensa ingår i släktet Eyralpenus och familjen björnspinnare. Inga underarter finns listade i Catalogue of Life.